# کردمیش
کردمیش (به ترکی آذربایجانی: Kürdəmiş) یک منطقهٔ مسکونی در جمهوری آذربایجان است که در شهرستان گوی‌چای واقع شده است. کردمیش ۱۱۵۰ نفر جمعیت دارد.